# Ctenochaetus striatus
El Ctenochaetus striatus es una especie de pez cirujano del género Ctenochaetus, encuadrado en la familia Acanthuridae. Es un pez marino del orden Perciformes, distribuido por aguas tropicales del océano Indo-Pacífico. Su nombre común es cirujano estriado. Es la especie de pez de arrecife más común en el océano Indo-Pacífico, y capturado como alimento humano en parte de su rango de distribución, como Samoa o Filipinas.

## Morfología
Tiene el cuerpo en forma oval, comprimido lateralmente. La boca es pequeña, protráctil y situada en la parte baja de la cabeza. Los juveniles son más redondeados de forma.
El color base de los adultos es marrón-oliva oscuro, con un patrón de rayas claras, horizontales, y mayoritariamente paralelas, que recubre el cuerpo. La cabeza presenta un moteado de puntos naranjas. Las aletas pectorales son amarillentas, las ventrales marrones, y la caudal es marrón, con la parte anterior pálida. Los juveniles presentan un patrón de 8-12 rayas pálidas.
Tiene 8 espinas dorsales, de 27 a 31 radios blandos dorsales, 3 espinas anales y de 24 a 28 radios blandos anales. Presenta de 27 a 36 branquiespinas en la fila anterior y de 29 a 42 en la posterior. Cuenta con una placa a cada lado del pedúnculo caudal, que alberga una pequeña espina defensiva.
Puede alcanzar una talla máxima de 26 cm, aunque su tamaño normal de adulto es de 18 cm.

## Alimentación
Baten la arena o el sustrato rocoso con los dientes, y utilizan la succión para extraer los detritus, que consisten en diatomeas, pequeños fragmentos de algas, materia orgánica y sedimentos finos inorgánicos. Cuentan con un estómago de paredes gruesas, lo que implica una característica significante en su ecología nutricional.
Se alimenta, tanto de detritus, como de algas y pequeños invertebrados.

## Reproducción
Alcanzan la madurez sexual con 135 mm. Son dioicos, de fertilización externa y desovadores pelágicos, en parejas y grandes agregaciones de miles de individuos. Suelen desovar en los extremos de los arrecifes exteriores, frente a mar abierto.
En las agregaciones de desove, los individuos permanecen casi inmóviles durante 1 a 3 horas, después, los machos adoptan una coloración gris pálido, y un pequeño grupo de 4 o 5 individuos se separan del cardumen unos metros sobre él, y nadan a su alrededor descargando esperma y huevos. Posteriormente vuelven al cardumen y son sustituidos por otro grupo.
No cuidan a sus crías.

## Galería

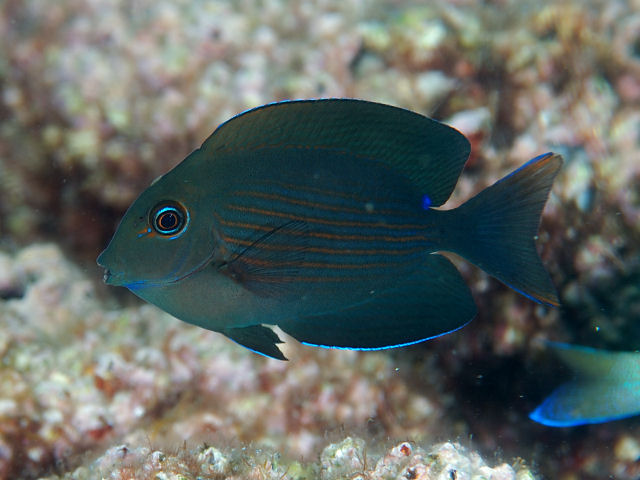
Ejemplar juvenil.
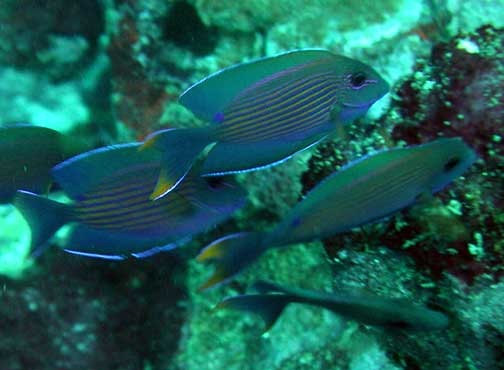
Grupo de juveniles en Samoa Americana.
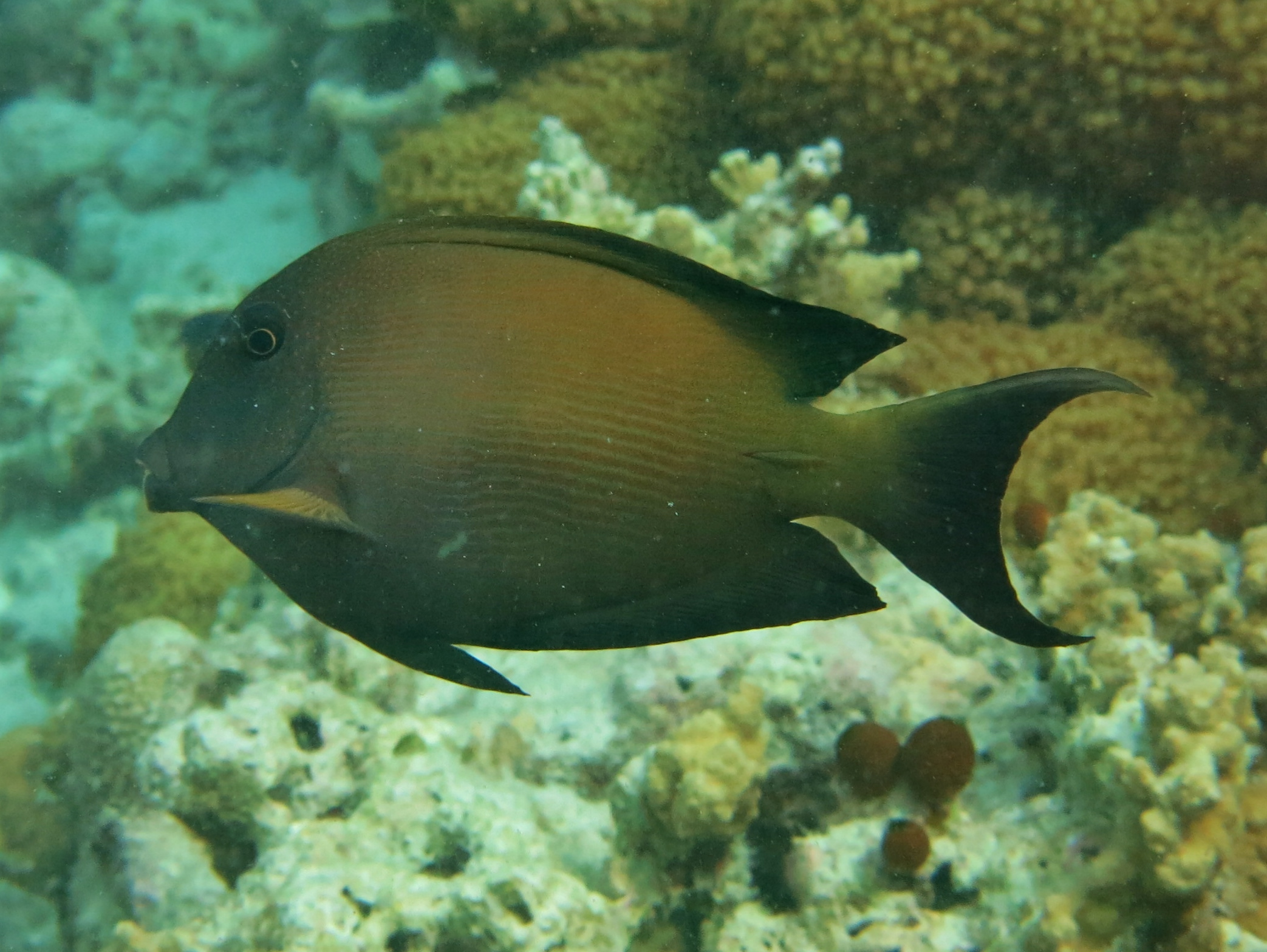
C. striatus en Maldivas.
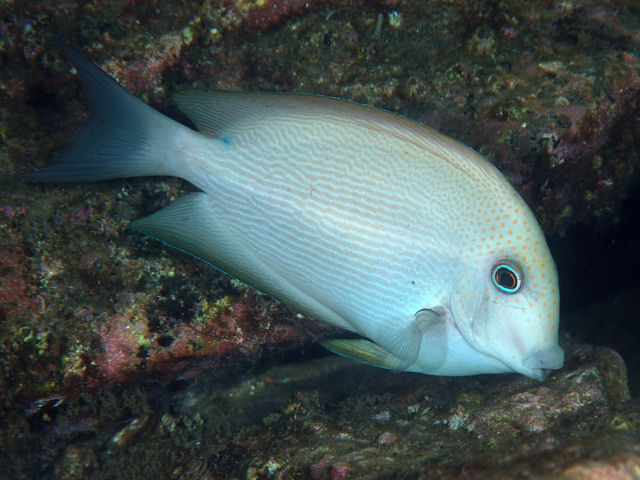
Ejemplar de C. striatus macho con la coloración de cortejo.
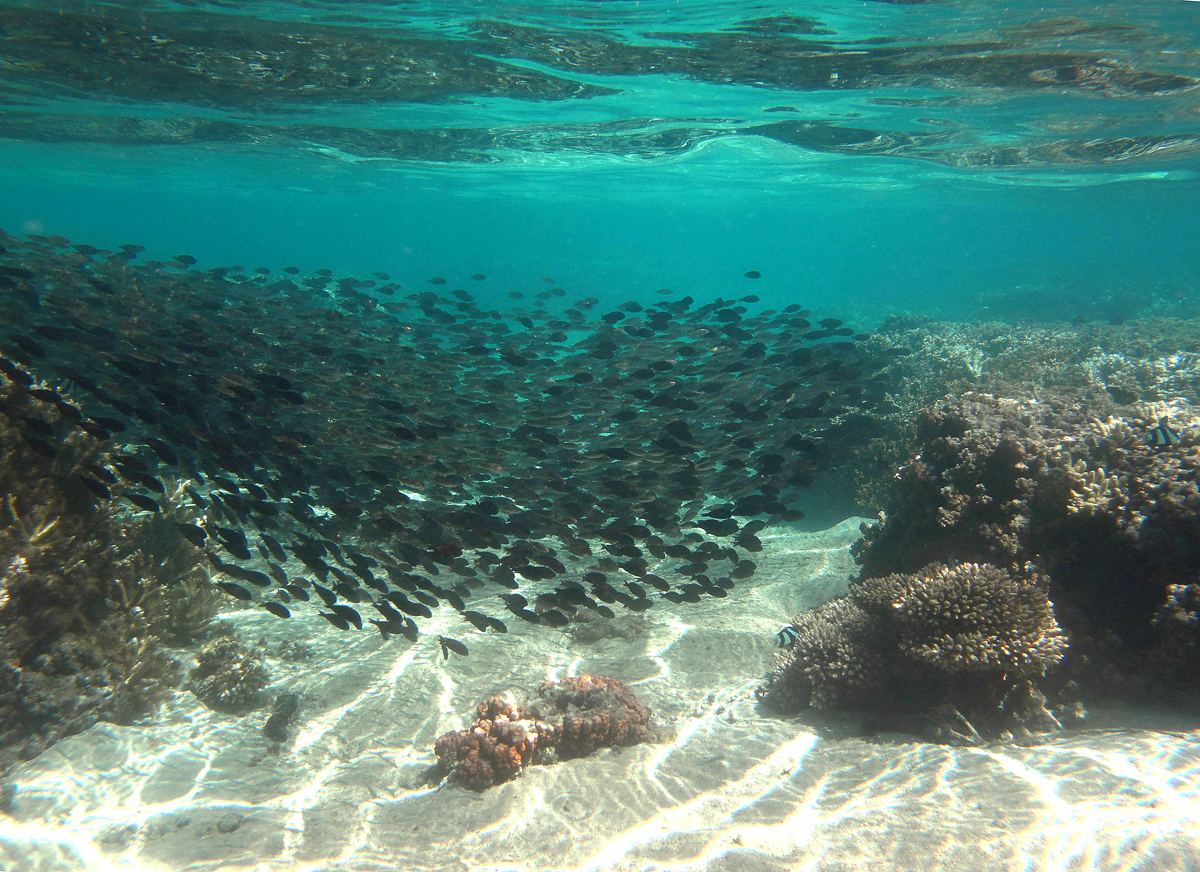
Agregación de C. striatus y Siganus argenteus en una laguna de Reunión.
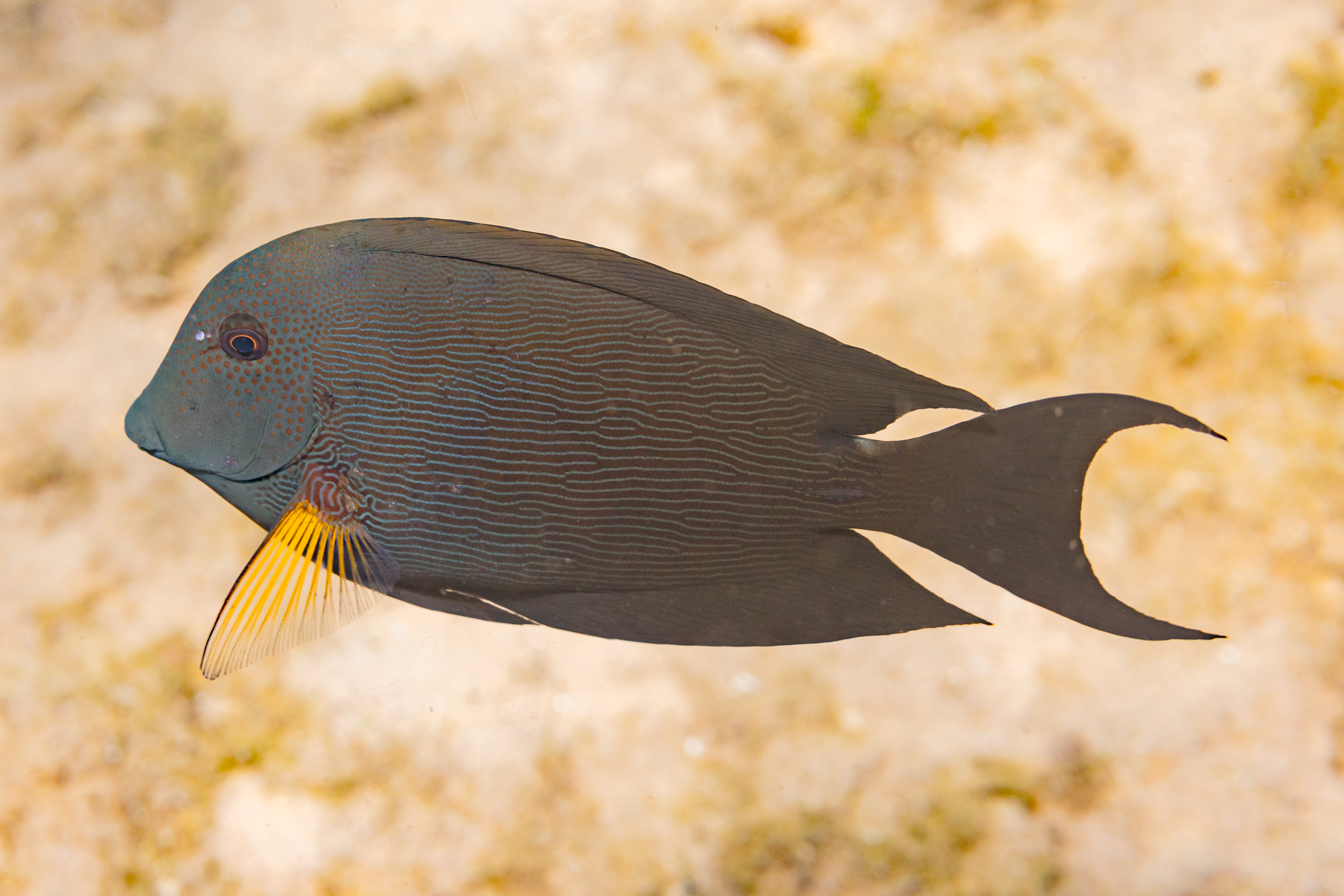
En el mar Rojo, Egipto.
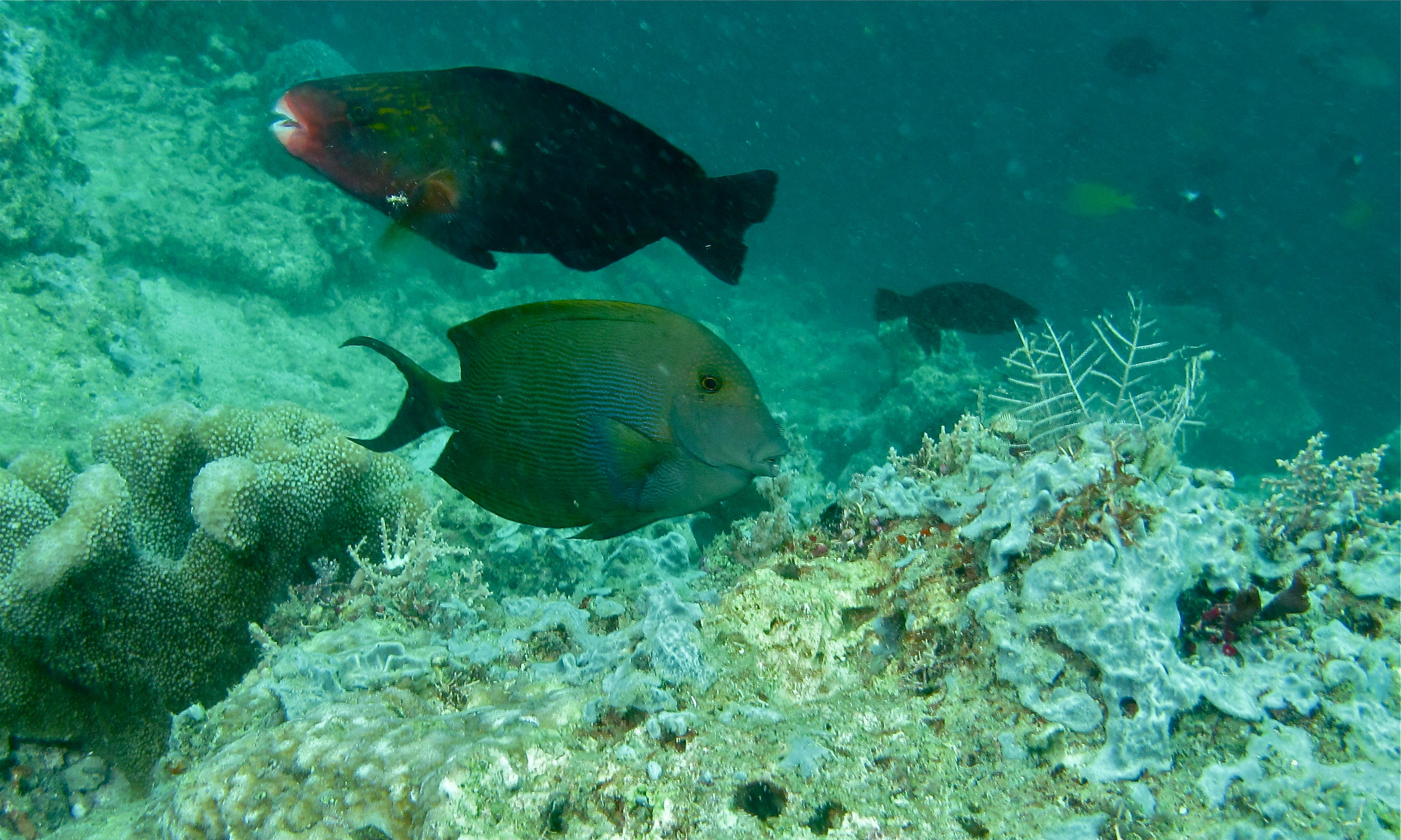
C. striatus y Chlorurus sordidus en Sabah, Malasia.

## Hábitat y modo de vida
Especie asociada a arrecifes, habita tanto en áreas rocosas, como en lagunas protegidas, arrecifes poco profundos, y en arrecifes exteriores. Con frecuencia ocurre sobre corales.
Su rango de profundidad oscila entre 1 y 35 m, aunque pueden ocurrir hasta los 100 m.
Puede ocurrir solo o en grupos, desde pequeños a muy grandes cardúmenes, a menudo mezclados con otras especies de peces.

## Distribución
Se distribuye en el océano Indo-Pacífico. Es especie nativa de Arabia Saudí; Australia; Birmania; Brunéi Darussalam; Camboya; China; Islas Cocos (Keeling); Comoros; Islas Cook; Egipto; Eritrea; Filipinas; Fiyi; Guam; Hong Kong; India (Andaman Is., Nicobar Is.); Indonesia; Israel; Japón; Jordania; Kenia; Kiribati; Macao; Madagascar; Malasia; Maldivas; Mayotte; islas Marianas del Norte; Islas Marshall; Mauritius; Micronesia; Mozambique; Nauru; isla Navidad; Niue; Nueva Caledonia; Palaos; isla Paracel; Pitcairn; Reunión; Polinesia; islas Salomón; Samoa; Samoa Americana; Seychelles; Singapur; Somalia; isla Spratly; Sri Lanka; Sudáfrica; Sudán; Tailandia; Taiwán; Tanzania; Timor-Leste; Tokelau; Tonga; Tuvalu; Vanuatu; Vietnam; Wallis y Futuna y Yibuti.